# Gypsophila krascheninnikovii
Gypsophila krascheninnikovii là loài thực vật có hoa thuộc họ Cẩm chướng. Loài này được Schischk. mô tả khoa học đầu tiên năm 1932.